# Lorenzo Staelens
Lorenzo Staelens, belgijski nogometaš in trener, * 30. april 1964.
Za belgijsko reprezentanco je odigral 70 uradnih tekem in dosegel osem golov.